# 根室港
根室港（ねむろこう）は、北海道根室市にある港湾。港湾管理者は根室市。根室半島の基部に位置する。港湾法に基づく根室港はオホーツク海側の根室港区と太平洋側の花咲港区で構成され、「重要港湾」に指定されている。一方、港則法・関税法では根室港と花咲港は別の港になる。港則法では根室港は「特定港」に指定され、花咲港は適用港である。関税法では1910年（明治43年）6月21日に根室港が開港に指定されたが、1987年（昭和62年）4月1日に根室港は閉港となり、同時に花咲港が開港に指定された。

## 概要
古くから貿易港（交易港）としての歴史を有する港であり、現在は北方海域の漁業基地や根室市をはじめとする周辺の生活関連物資の流通拠点港としての役割があるほか、「北方四島交流事業」（ビザ無し渡航）や、CIQの充実による外国貿易船の輸入水産物拠点港としても利用している。根室港区は漁船、官公庁船、交流船を係留しており、北方領土への玄関口になっている。また、『ねむろ港まつり』、『根室かに祭り』、『根室さんま祭り』などのイベントを開催している。花咲港区は日本国内有数の水揚げを誇るサンマ漁、サケ・マス漁やタラ漁などを行っているほか、外来船によってウニやカニを輸入している。

## 港湾施設
「根室市港湾管理条例」、「根室港港勢要覧」参照

### 根室港区
北緯43度20分33秒 東経145度34分57秒
防波堤
- 南防波堤
- 西防波堤
- 北防波堤
- 海岸町防波堤
- 北地区突堤
- 海岸町船入間北防波堤
- 海岸町船入間南防波堤
- 弥生町防波堤
- 弥生町船入間南防波堤
- 中防波堤

大型けい留施設
- 北地区岸壁
- 日冷横岸壁
- 本町 - 6.0 m岸壁
- 北地区 - 5.5 m岸壁

荷さばき・保管施設
- 海岸町物揚場
  - 1号水産上屋
- 本町物揚場
  - 2号水産上屋
- 海岸町物揚場
  - 水産物荷捌上屋

### 花咲港区
北緯43度16分54秒 東経145度34分24秒
防波堤
- 西防波堤
- 防波堤（南）
- 中防波堤
- 東外防波堤
- 西外防波堤

大型けい留施設
- 漁業埠頭 - 4.5 m岸壁
- 西浜埠頭 - 5.5 m岸壁
- 西浜埠頭 - 6.0 m岸壁
- 西浜（ - 6.0 m）岸壁
- 西浜（ - 5.0 m）岸壁
- 南埠頭 - 5.5 m岸壁
- 東 - 10.0 m岸壁
- 東 - 7.5 m岸壁

荷さばき・保管施設
- 漁業埠頭 - 4.5 m岸壁
  - 1号水産上屋
  - 2号水産上屋
- 西浜埠頭 - 5.5 m岸壁
  - 3号水産上屋
  - 4号水産上屋
- 西浜埠頭 - 6.0 m岸壁
  - 5号水産上屋
- 西浜埠頭 - 5.5 m岸壁
  - 水産上屋
- 中央物揚場（ - 3.0 m）岸壁
  - 第2荷捌所

## 官公署
- 根室市役所
- 根室振興局
- 函館税関根室税関支署
- 小樽検疫所花咲出張所
- 北海道開発局釧路開発建設部根室港湾事務所
- 第一管区海上保安本部根室海上保安部
  - 花咲分室

## 沿革

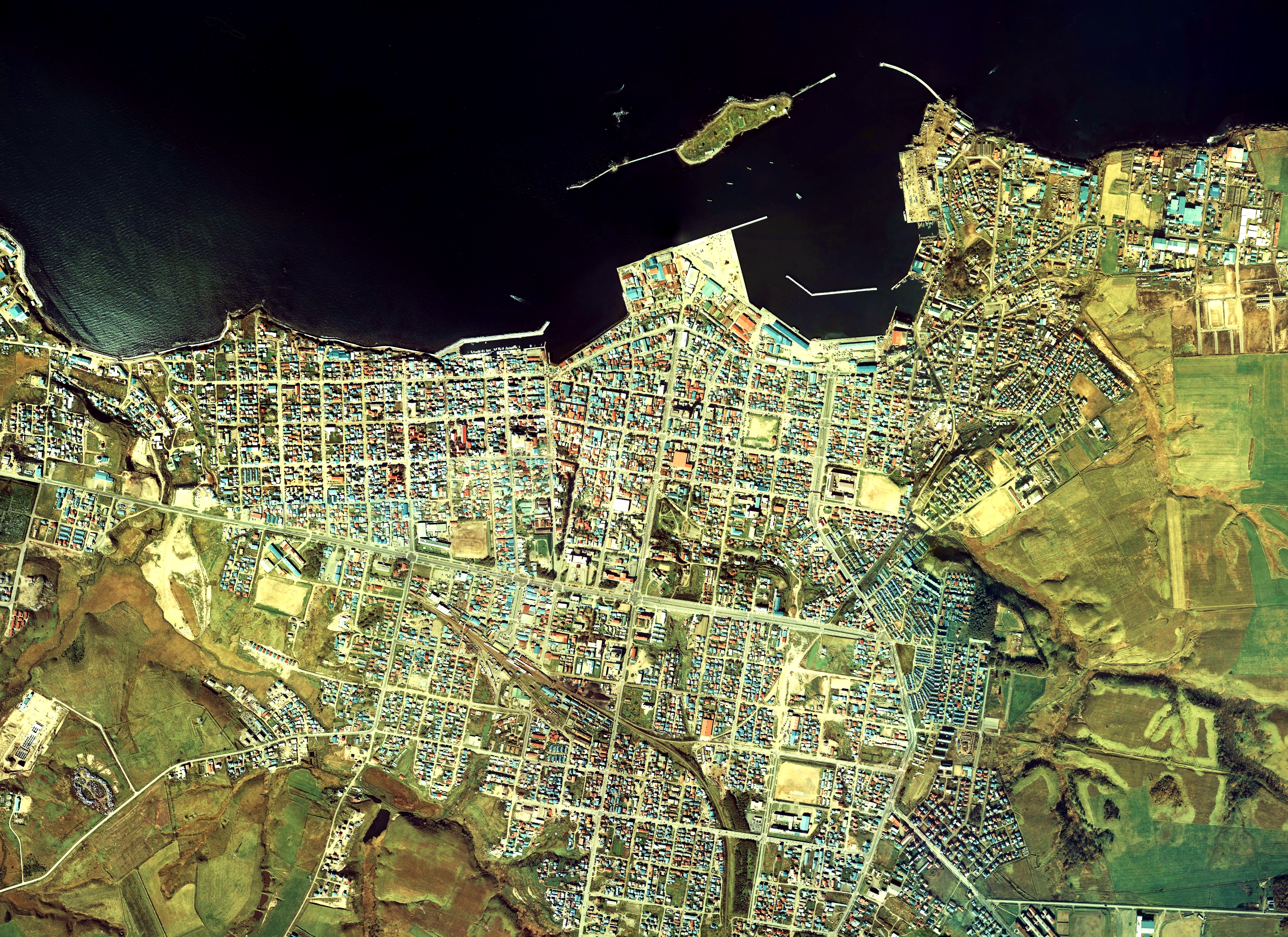
根室市中心部と根室港（根室港区）周辺の空中写真（1978年（昭和53年）撮影の9枚を合成作成）。。

『キイタフ之門子モロ場所之図』によると、1792年（寛政4年）にロシアの遣日使節・アダム・ラクスマンの一行は帆船「エカテリーナ号」で「ネモロ（子モロ）」（現在の根室港区）に入津し、弁天島に停泊して上陸後、約8カ月間過ごすことになった。1797年（寛政9年）の『蝦夷巡覧筆記』では、「ネモロ」は弁天島が自然の防波堤となって大船が入港できる良港として知られており、キイタップ場所（霧多布場所）の番小屋があったとしている。その後、港はネモロ場所の中核港として発展し、『東蝦夷地場所大概書』には東に出崎、西に弁天島、北にも島があるため操船するのに都合が良く、入船は北東の風、出船は西南の風を利用するとの記述がある。また、風向きが悪い時などには西別港（現在の別海町）を補助港としていた。

### 年表

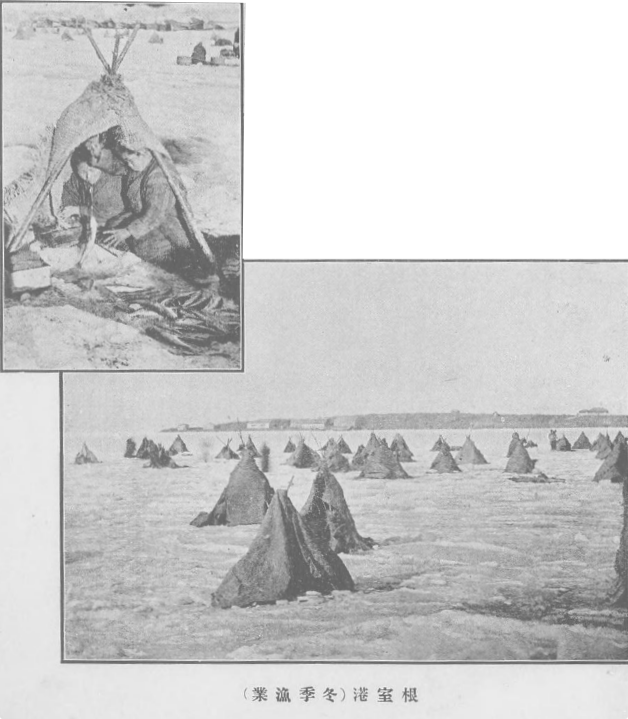
根室港の冬季漁業（1900年（明治33年）頃）

個別に出典が提示されている箇所以外は「根室港港勢要覧」参照
- 1869年（明治02年）：開拓使により函館を結ぶ航路開設。
- 1872年（明治05年）：弁天島灯台開設。
- 1885年（明治18年）8月：花咲港に波止場を築設する（延長45m、幅員5間、工費2,900万円）[12]。
- 1887年（明治20年）：根室波止場築設。英国人技師C.S.メークによる港の調査実施。
- 1910年（明治43年）：関税法上の「開港」指定（1987年（昭和62年）、花咲港区に指定変更）。
- 1919年（大正08年）：柳田鉄三が自費で石垣護岸修復[13]。
- 1926年（大正15年）：柳田埋立地護岸工事102 m完成。
- 1931年（昭和06年）：航空路調査のため、チャールズ・リンドバーグが婦人とともに「シリウス号」で根室港口に着水[14][15]。
- 1934年（昭和09年）：根室臨港鉄道敷設（1965年（昭和40年）廃止）[13]。
- 1941年（昭和16年）：花咲港船入澗仮設工事完成（1943年（昭和18年）から根室港の副港として利用開始）[13]。
- 1948年（昭和23年）：港湾調査規則による「乙種港湾」指定。
- 1949年（昭和24年）4月30日：花咲港南防波堤に灯台設置[16]。
- 1953年（昭和28年）：根室港と花咲港が「地方港湾」指定。
- 1961年（昭和36年）：根室港と花咲港が港湾整備緊急措置法による「港湾隣接地域」指定。
- 1964年（昭和39年）：「海岸保全地区」指定。
- 1967年（昭和42年）12月16日：花咲港石油備蓄基地完成[13][17]。
- 1973年（昭和48年）：「根室半島沖地震」発生。
- 1977年（昭和52年）：日本12海里領海及び200海里漁業専管水域実施。
- 1978年（昭和53年）：根室港と花咲港を一体化して「根室港」（根室港根室港区、根室港花咲港区）となり、「重要港湾」指定。
- 1980年（昭和55年）：港湾調査規則による「甲種港湾」指定。
- 1984年（昭和59年）3月12日：水屋上屋が完成[18]。
- 1988年（昭和63年）：出入国管理令（出入国管理及び難民認定法）による「出入国管理港」指定。検疫法による「無線検疫港」指定。
- 1992年（平成04年）：「北方四島交流事業」開始[13]。花咲港区東 - 10.0 m岸壁供用開始。
- 1993年（平成05年）：検疫法による「検疫港」指定。根室港シンボルマーク制定。
- 1994年（平成06年）：「北海道東方沖地震」発生。
- 1998年（平成10年）：「携帯植物防疫特定港」指定。
- 1999年（平成11年）：「植物防疫港」指定。
- 2002年（平成14年）：根室港区耐震岸壁供用開始。
- 2003年（平成15年）：「十勝沖地震」発生。
- 2009年（平成21年）：花咲港区南埠頭完成式典開催。
- 2011年（平成23年）：「東日本大震災」発生。

## 参考資料
- “水産ねむろ” (PDF).  根室市. 2017年11月27日閲覧。